# Мужской хор Воронежской филармонии
Мужской хор Воронежской филармонии — мужской хор при Воронежской филармонии, работающий в Воронеже с 1990 года. Лауреат международных и всероссийских конкурсов, участник фестивалей.

## История
В 1990 году был создан уникальный коллектив музыкантов — Мужской хор «Православная Русь», позже в 2013 году переименован в Мужской хор Воронежской филармонии. Автором идеи и организатором была заслуженный работник культуры Воронежской области Татьяна Ижогина.
Мужской хор Воронежской филармонии за многолетнюю свою историю выступал на различных музыкальных площадках мира. Зрители лучших концертных залов слушали выступления артистов, которые своим вокалом представляли красивое русское классическое духовное искусство. Хор является участником Рождественских патриарших концертов, и регулярный участник всех 19-ти фестивалей «Хоровые вечера в Воронеже».
Воронежский коллектив — лауреат многих международных конкурсов и фестивалей, среди них в 1992 году в Мальте, в 1994 году в России, в 1995 году в Испании. Хор является лауреатом и Золотым призёром международного конкурса в 1996 году, который проходил в Израиле. В ходе проведения конкурсе руководитель Татьяна Ижогина за высокое профессиональное мастерство была удостоена специального дипломом жюри. В 2003 году на VII Артиаде народов России в номинации «Музыка Лига мастеров. Гильдия профессионалов» мужской коллектив стал лауреатом. В 2019 году на фестивале в Китае хор завоевал золотую медаль.
Коллектив проводит огромную работу по возрождению соборного пения в его лучших традициях. Все выступления хора можно отнести к музыкальной проповеди, которая оригинально заключена в православных песнопениях. Хор много гастролирует по городам Российской Федерации, а также за рубежом: Франция, Германия, Испания.
За годы вокальной деятельности участниками хора были исполнены многие музыкальные программы. В репертуаре коллектива — духовная музыка, русские народные песни, классические произведения, сочинения воронежских и современных композиторов, песни военных лет. Узнаваемы среди слушателей стали концертные программы: «Песни Земли и Неба», «Я иду по своей земле к Небу, которым живу», «На воронежских просторах», «Вышли мы все из народа», «Духовная музыка современных композиторов» и другие.
Среди исполненных крупных музыкальных произведений необходимо отметить мастерство коллектива в исполнении: С.Рахманинов — «Колокола» с оркестром государственной филармонии (дирижер — народный артист России Владимир Вербицкий), С.Танеев кантата «Иоанн Дамаскин», Л.Керубини «Реквием» d-moll для мужского хора, К.Глюк опера «Орфей и Эвридика»(концертное исполнение), фрагменты «Высокой мессы» И.Баха; а также произведения Ф.Шуберта и И.Брамса.
Цикл концертов русской духовной музыки «Богословие в звуках» является визитной карточкой мужского хора Воронежской филармонии.

## Коллектив, артисты и звукозаписи
Состав Воронежского мужского хора филармонии входят 18 вокалистов высшей квалификации, с которыми работает главный дирижёр, дирижёр-хормейстер, звукорежиссёр и администратор.
- Татьяна Ижогина — руководитель хора;
- Илья Ижогин — хормейстер.